# 스크루볼
스크루볼(screwball)은 너클볼과 함께 현대 야구의 마구로 불리는 공으로, 일본에서는 '슈트'라고도 불리는 공이다. 공이 홈플레이트 근처에서 떨어지며 투수의 팔 방향, 즉 슬라이더의 역방향으로 꺾이는 구종을 말한다. 우완투수가 우타자에게 던지면 타자의 몸쪽으로 휘는 변화구가 된다. 유체역학적으로 볼 때 공에 역방향의 회전을 주어야 하므로, 실제로 구사하기 어렵다.

## 방법
커브나 슬라이더는 손끝으로 공을 당기듯이 하여 회전을 주면 되지만 스크루볼에는 역방향 회전이 필요하다. 손가락 관절을 공 밑에 집어넣었다가 던질 때 밀어내면서 역회전을 줄 수 있지만 팔의 방향과 반대 방향이기 때문에 이 방법으로는 충분한 회전을 줄 수 없고 따라서 이것은 대개 밋밋한 볼 또는 느린 직구가 된다.
충분한 회전을 주기 위해서 주로 손을 비트는 방법을 사용한다. 야구공의 실밥과 나란히 공을 잡고, 문의 손잡이를 다른 방향으로 돌린다는 느낌으로 던진다. 매우 부자연스런 릴리스를 요구하기 때문에 던질 시 부상의 위험이 크다. 따라서 현대 야구에서는 보기 어려운 구종 중 하나이다.

## 주요 선수
- 칼 허벨
- 미키 웰치
- 조계현
- 장명부